# JUJU BIG BAND JAZZ LIVE "So Delicious, So Good"
『JUJU BIG BAND JAZZ LIVE "So Delicious, So Good"』(ジュジュ・ビッグ・バンド・ジャズ・ライブ "ソウ・デリシャス、ソウ・グッド")は日本の歌手JUJUが行ったコンサート及びその音源を収録したライブ・アルバム

## 解説
東京国際フォーラムにて行われたジャズライブの音源が収録されている。
全曲とも、JUJU本人による日本語対訳が付けられている。
本ライブは自身にとって10度目となる『JUJUの日』に行われており、今回は島健を始めとする総勢27名ものバンドを率いて行われた。
JUJUは今回のライブに際し、「初めてご一緒させていただけた時から、島さんの洒脱で卓越したピアノに乗って歌わせていただく度に私自身が酔いしれてしまうくらいだったのですが、今回のビッグバンドでのライブは更にもっと酔いしれてしまったなぁ、と感じています。島さんが編み出すアレンジに日本で指折りの演奏技術を持つバンドの皆さんの奏でる素晴らしく美しい音色のそばに自分がいられることの贅沢さはもう、これ以上ないって位に幸せな時間を過ごせたと思います。タイトルにもある「So Delicious,So good」と思わずそう言いたくなるなるような本当に忘れられない位の素敵な味わいを感じられる一夜でした。また、あの場所でライブがやりたいですし、皆さんにまたあの場所でお会いしたいですね。」とコメントを寄せている。
共に出演した島が、JUJUと出会ったのは、2011年に『DELICIOUS』のサウンドプロデュースを手掛けた頃からであったと言い、幼少時代よりジャズを親しみ、ニューヨーク生活も長かったJUJUのジャズは常に気取らず自然体でレコーディングも凄く楽しみながらやることが出来たのだと言う。その後にブルーノートやジャズフェスでの共演を経て、2013年に2ndジャズアルバム『DELICIOUS 〜JUJU's JAZZ 2nd Dish〜』を制作した頃合いから、「いつしかビッグバンドやストリングスを携えた大編成のライブを行いたい」と思うようになっていったと語っている。
また、島は今回演奏に参加したビッグバンドについて「ジャズにおいてはとても重要な要になっており、デューク・エリントン、カウント・ベイシー、クインシー・ジョーンズらが活躍した頃には欠かすことの出来ないものでありました。また、フランク・シナトラやマイケル・ブーブレなども、かつて今回のような編成とほぼ同様の編成で日本公演を行ったことがあったり、日本の歌謡界やポップスにおいても主流となっていましたが、時代の変遷と共にそのスタイルも多様化と大きな変化を遂げ、ビッグバンドそのものを見る機会が少なくなり、その存在すら知る人ぞ知ると言う現状だったのですが、JUJUさんのスタイリッシュさに見た目にも豪華絢爛でゴージャスさがあるビッグバンドとの共演は凄く合うと思いましたし、自分も編曲家、ピアニストとして挑戦してみたいと強く思っていました。そして4年の月日を経て2017年10月10日、JUJUの日が制定されて10周年と言う節目にようやくコンサートが出来る事が決まった際、アレンジメントを行う段階から楽しみで仕方なかったのですが、このプロジェクトに参加してくださった指折りのミュージシャンが集結してリハーサルで初めて音が出た時の嬉しさは何物にも換えがたいものでした。そして本番は言うまでもないってくらい素晴らしかったですね。JUJUさんは生き生きと歌っていて、演奏していたミュージシャンの方々も心から楽しんで演奏してくれたのが凄く伝わってきて、もう忘れられないほどの充実感と達成感を味わえましたね。また、ビッグバンドを拝見するお客様の中にはビッグバンドと言うもの自体初めてだと思われた方も少なからずいらしていたと思いますが、その迫力や素晴らしさ、楽しさは存分に味わっていただけたのではないかなと、思っています。当日会場にお越し頂けなかった方々はこのライブ・アルバムでその当時の息吹きと雰囲気を味わって頂ければと思いますし、会場にお越し頂けた方々にはあの一夜の楽しさを思い出して頂けたらと思います。」と語っている。

## 収録曲
1. The Lady Is A Tramp
2. It's A Jazz Thing!!
3. Night And Day
4. We Are In Love
5. Take Five
6. Fever
7. The Look Of Love
8. Sway
9. What Are You Doing The Rest Of Your Life
10. Guess Who I Saw Today
11. Cry Me A River
12. Lullaby Of Birdland
13. A Woman Needs Jazz
14. It Don't Mean A Thing